# Allentown (Pennsylvanie)
Pour les articles homonymes, voir Allentown.
La ville d’Allentown est le siège du comté de Lehigh, dans le Commonwealth de Pennsylvanie, aux États-Unis. Sa population s’élevait à 118 032 habitants lors du recensement de 2010, estimée à 120 443 habitants en 2016, ce qui en fait la troisième ville de Pennsylvanie après Philadelphie et Pittsburgh. Elle fait partie de l’aire métropolitaine d'Allentown-Bethlehem-Easton.

## Histoire
Allentown fut fondée en 1762 par William Allen, une figure marquante de la révolution américaine et un des premiers maires de Philadelphie. Allen baptisa la ville Northamptontown, encore appelée Northampton -Towne. Cependant, elle était surnommée « Allen’s Town ». Elle est incorporée en tant que borough en 1811. En 1838, 58 ans après la mort d’Allen, la ville fut officiellement nommée Allentown.

### LaLiberty Bell
La Liberty Bell a été cachée dans la Old Zion Reformed Church d’Allentown du 24 septembre 1777 à juin 1778 pour la protéger de l’avancée des troupes britanniques après la défaite des Américains lors de la bataille de Brandywine.

## Géographie
Allentown est situé dans la vallée de Lehigh, une vallée géographique de l’est de la Pennsylvanie bordée par deux crêtes montagneuses des Appalaches, Blue Mountain qui varie de 1 000 pieds (300 m) à 1 600 pieds (490 m) de hauteur à environ 27 km au nord de la ville, et South Mountain, une crête de 500 pieds (150 m) à 1 000 pieds (300 m) de hauteur au sud d’Allentown. Elle est arrosée par la Lehigh

## Démographie
| Groupe            | Allentown | Pennsylvanie | États-Unis |
| ----------------- | --------- | ------------ | ---------- |
| Blancs            | 30,2      | 73,5         | 58         |
| Latino-Américains | 54        | 8,1          | 19         |
| Afro-Américains   | 10,5      | 10,5         | 12,1       |
| Asiatiques        | 2         | 3,4          | 6,2        |
| Métis             | 2,3       | 3,3          | 4,1        |
| Amérindiens       | 0,1       | 0,1          | 0,9        |
| Autres            | 0,6       | 0,4          | 0,5        |
| Océano-américains | 0,02      | 0,02         | 0,2        |
| Total             | 100       | 100          | 100        |

## Enseignement
Le Cedar Crest College et le Muhlenberg College sont implantés à Allentown.

## Transports

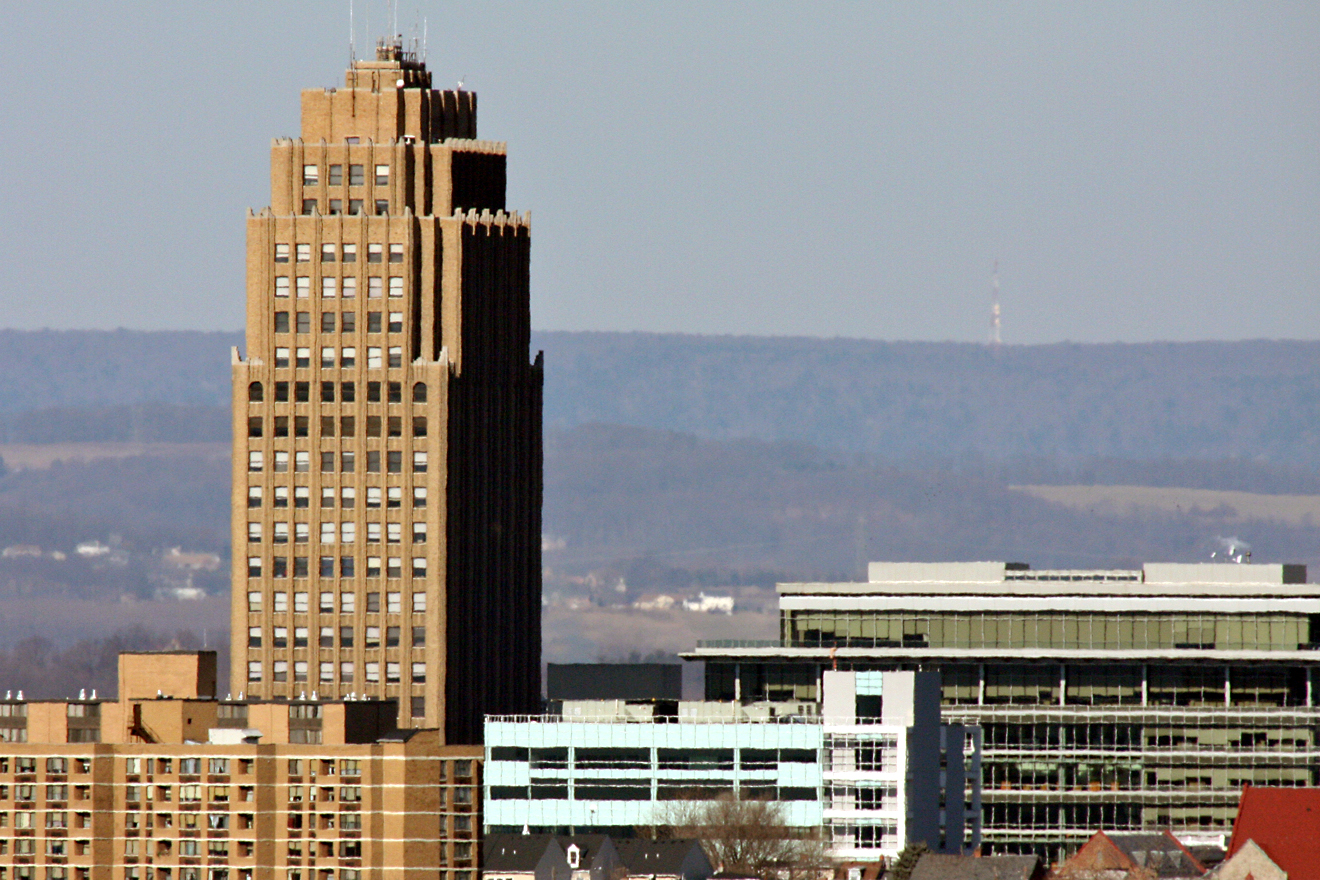
Vue générale de la ville.

La ville est desservie par l’aéroport d'Allentown-Bethlehem-Easton (Lehigh Valley International Airport).

## Dans la culture

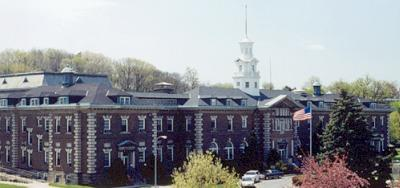
L'ancien hôpital psychiatrique d'Allentown.

- L’album The Nylon Curtain (1982) de Billy Joel contient une chanson dont le titre est Allentown inspirée du déclin industriel de la ville.
- Le film Glass a notamment été tourné dans l'ancien hôpital psychiatrique d'Allentown.

## Patrimoine architectural

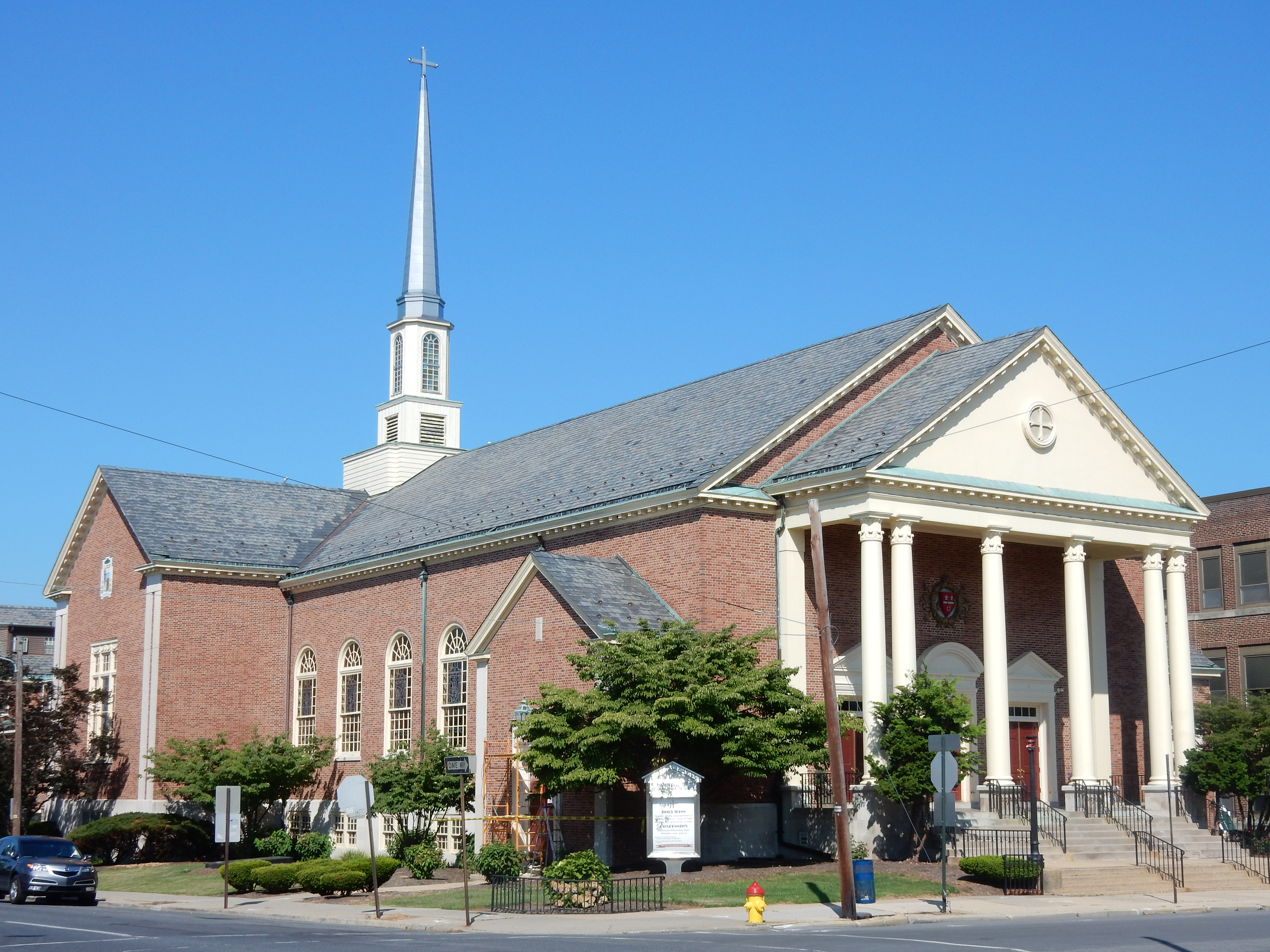
La cathédrale Sainte-Catherine-de-Sienne.

On trouve dans la ville deux églises notables du diocèse d’Allentown de l’Église catholique :
- la cathédrale Sainte-Catherine-de-Sienne, église principale du diocèse[4] ;
- l’église de l’Immaculée-Conception, que la Conférence des évêques catholiques des États-Unis a désigné sanctuaire national dédié à Notre-Dame de Guadalupe[5].

## Jumelages
- Ma'alot-Tarshiha (Israël).
- Vinci (Italie)
- Lelów (Pologne)

### Source
- (en) Cet article est partiellement ou en totalité issu de l’article de Wikipédia en anglais intitulé « Allentown, Pennsylvania » (voir la liste des auteurs).